# Champagne Châlons Reims Basket
Der Champagne Châlons Reims Basket ist ein französischer Basketballverein in Reims und Châlons-en-Champagne in der Region Grand Est. Die erste Mannschaft spielt in der zweithöchsten nationalen Spielklasse LNB Pro B.

## Geschichte
Champagne Châlons Reims Basket, oder CCRB wurde im Juni 2010 als Zusammenschluss der beiden Basketballmannschaften ESPE Basket Châlons-en-Champagne und Reims Champagne Basket gegründet und spielte zunächst in der zweiten französischen Liga Pro B.
In der Saison 2011/12 erreichte Châlons-Reims den dritten Hauptrundenrang in der Pro B. Der Verein konnte bis in das Halbfinale der Playoffs vordringen, wurde dort aber von Boulazac Basket Dordogne geschlagen.
In der darauffolgenden Saison 2012/13 wurde wiederum der dritte Hauptrundenrang erreicht. In den Playoffs musste man sich erst im Finale gegen Olympique d’Antibes geschlagen geben und konnte somit die Vizemeisterschaft der Pro B feiern.
2013/2014 führte die Mannschaft die Tabelle der Pro B lange Zeit an, musste sich aber bereits im Halbfinale geschlagen geben. Gleichzeitig bewarb man sich zur Saison 2014/15 für eine von zwei Wildcards für die höchste Spielklasse LNB Pro A.
Die Saison 2014/15, die erste in der höchsten Spielklasse, konnte mit 17 Siegen und ebenso vielen Niederlagen auf dem zwölften Platz der Hauptrunde beendet werden.